# Мустафин, Эдуард Робертович
Эдуард Робертович Мустафин (7 ноября 1991, Дмитриевка, Уфимский район, Башкортостан) — российский биатлонист, чемпион и призёр чемпионата России, тренер. Мастер спорта России (2012).

## Биография
Воспитанник СШОР г. Уфы, первый тренер — Тимур Уралович Янышев. Представлял Республику Башкортостан и спортивное общество «Динамо», на взрослом уровне тренировался под руководством Валерия Ионовича Мишингина и Виктора Анатольевича Никитина.
Окончил Уфимский государственный нефтяной технический университет.
Принимал участие в чемпионате мира среди юниоров 2012 года в Контиолахти, занял 54-е место в спринте и 52-е — в гонке преследования. Победитель юниорского первенства России (2011, командная гонка), победитель международных соревнований «Кубок Славии» в Болгарии (Банско).
На взрослом уровне стал чемпионом России 2015 года в командной гонке в составе сборной Башкортостана. Также завоёвывал серебро чемпионата страны в 2017 году в командной гонке и бронзу в 2014 году в гонке патрулей. В летнем биатлоне был серебряным призёром чемпионата России в эстафете (2013). Победитель чемпионата Приволжского федерального округа 2018 года в гонке преследования.
С 2020 года начал тренерскую карьеру. Работает в детско-юношеской спортивной школе Уфимского района, а также в юниорской биатлонной сборной Башкортостана.